# Thanatus denisi
Thanatus denisi là một loài nhện trong họ Philodromidae.
Loài này thuộc chi Thanatus. Thanatus denisi được Paolo Marcello Brignoli miêu tả năm 1983.